# Brzoza dahurska
Brzoza dahurska (Betula davurica Pallas) – gatunek drzewa należącego do rodziny brzozowatych. Naturalnie występuje w północnych Chinach i na półwyspie Koreańskim.

## Morfologia

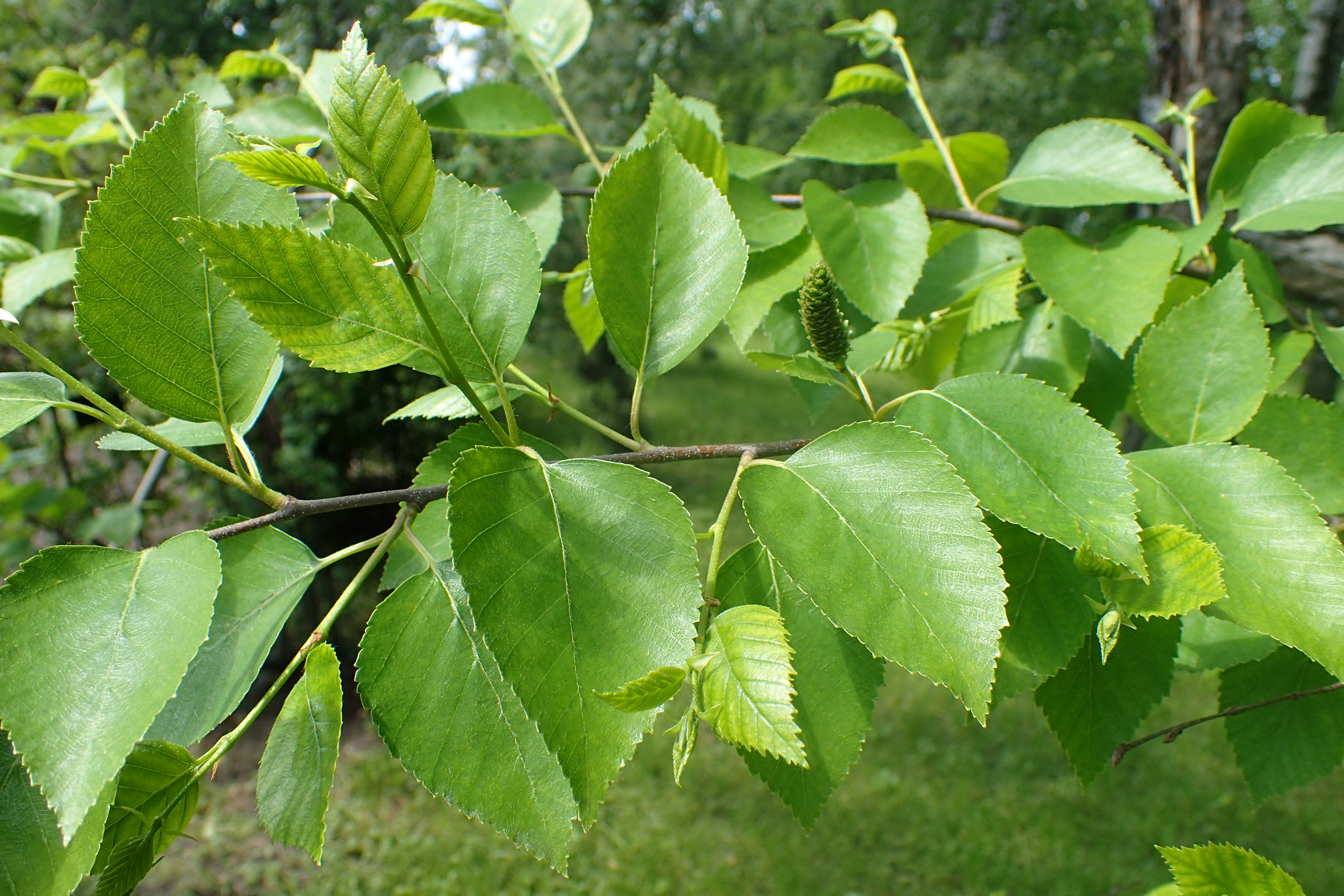
Liście

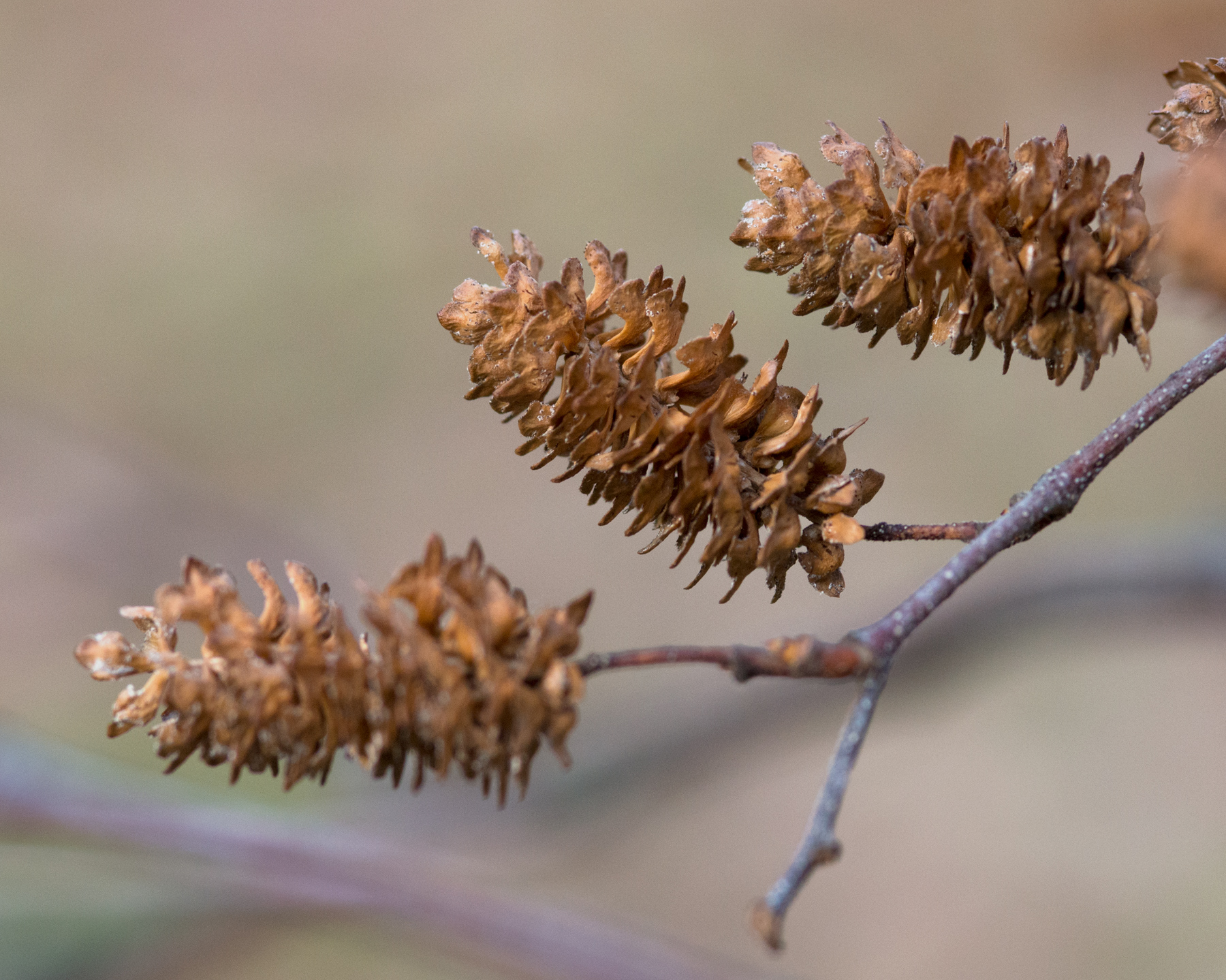
Owoce

PokrójJest to małe drzewo. Kora jest chropowata o brązowej barwie, podobna do tej jaką ma brzoza nadrzeczna.
LiścieLiście są podobne do tych jakie ma brzoza nadrzeczna. Brzeg liścia jest niewyraźnie podwójnie ząbkowany o zaokrąglonych ząbkach. Blaszka liściowa od spodu i ogonki liściowe są owłosione.